# Continental Center One
Le Continental Center One est un gratte-ciel de Houston, construit en 1984.
Il mesure 223,1 mètres pour 53 étages. Il était le siège de Continental Airlines.